# Датун
Датун (кит. упр. 大同, пиньинь Dàtóng) — городской округ в северной части провинции Шаньси КНР, на лёссовом нагорье (высота 1090 м) у заставы Великой Китайской стены, отделяющей Внутренний Китай от Внутренней Монголии.

## История
В древности местонахождение Датуна было царством северных варваров бэйди. В 200 до н. э. был основан Пинчэн (平城), гарнизонный город для защиты Ханьской империи от набегов хуннов.
В 398 г. Пинчэн, прежде гарнизонный город, стал столицей государства Северная Вэй, правители которого первыми в китайской истории приняли буддизм. Для заселения безлюдного нагорья из других областей Северного Китая были пригнаны тысячи ханьцев — на протяжении последующего тысячелетия Пинчэн стал самой северной точкой ареала их расселения.
Раньше других городов Восточной Азии Пинчэн украсился буддийскими храмами и пагодами. Особенной известностью пользуется т. н. «висячий храм» (Сюанькун). На западной окраине города возник монументальный комплекс пещерных храмов Юньган (памятник Всемирного наследия). В 431 г. город был окружён мощной 16-километровой стеной, однако к концу V века вэйские правители перенесли столицу в Лоян, а Пинчэн был оставлен на разграбление кочевникам и на несколько столетий предан забвению.
Название «Датун» впервые появляется в VIII веке для обозначения военного округа танской армии, охранявшей северные рубежи Китая в окрестностях современного города; само название было взято от названия реки, ныне находящейся на территории автономного района Внутренняя Монголия. Китайских поселенцев к тому времени здесь почти не осталось. Несмотря на неоднократно предпринимавшиеся танскими правителями попытки военной колонизации этих мест, в 947 году северную часть Шаньси отторгли от Китая кочевники-кидани. Вплоть до монгольского нашествия Датун служил западной столицей сначала киданьского государства Ляо, а с 1125 года — чжурчженьского государства Цзинь.
С восстановлением китайской государственности минские правители вновь обратили внимание на Датун как на удобный плацдарм для защиты Поднебесной от кочевых орд. В конце XIV века город вновь был обнесён стеной. С тех пор он относился административно к провинции Шаньси. Модернизация датунской экономики началась в 1917 году, когда город был соединён железной дорогой с Пекином и Тяньцзинем.
После начала японо-китайской войны Датун был в сентябре 1937 года занят японскими войсками. Японские власти создали в регионе марионеточное Автономное правительство Северного Цзинь, в 1939 году вошедшее в состав марионеточного государства Мэнцзян.
По окончании Второй мировой войны за контроль над регионом развернулась борьба между коммунистами и гоминьдановцами. Войска коммунистов вошли в Датун в мае 1949 года. Регион административно был включён в состав провинции Чахар.
В 1952 году провинция Чахар была расформирована. 13 уездов, переданных в состав провинции Шаньси, были объединены в Специальный район Ябэй (雁北专区), правление которого разместилось в Датуне. В 1954 году уезды Датун и Хуайжэнь были объединены в уезд Дажэнь (大仁县), и в составе Специального района Ябэй стало 12 уездов. В 1958 году уезд Дажэнь был передан под юрисдикцию города Датун.
В 1959 году Специальный район Ябэй и Специальный район Синьсянь (忻县地区) были объединены в Специальный район Цзиньбэй (晋北专区). В 1961 году Специальный район Цзиньбэй был вновь разделён на Специальный район Ябэй и Специальный район Синьсянь; Датун при этом стал городом провинциального подчинения, поэтому в составе Специального района Ябэй осталось 11 уездов. В 1964 году под юрисдикцией города Датун были восстановлены уезды Датун и Хуайжэнь, которые в 1965 году были переданы под юрисдикцию Специального района Ябэй (в составе которого, таким образом, стало 13 уездов). В 1970 году Датун был лишён статуса города провинциального подчинения и также перешёл под юрисдикцию Специального района Ябэй.
В 1970 году Специальный район Ябэй был переименован в Округ Ябэй (雁北地区). В 1972 году Датун опять стал городом провинциального подчинения, и при этом было изменено его деление на районы: он стал состоять из районов Чэнцюй, Куанцюй, Наньцзяо и Бэйцзяо. В 1971 году район Бэйцзяо был переименован в Синьжун.
В 1989 году три уезда округа Ябэй были переданы в состав свежесозданного городского округа Шочжоу.
В 1993 году округ Ябэй был расформирован. В состав городского округа Шочжоу было передано ещё три уезда, а из остальных семи вместе с административными единицами, находившимися в подчинении города Датун, был образован городской округ Датун.
9 февраля 2018 года решением Госсовета КНР было произведено крупное изменение административно-территориального устройства городского округа Датун: уезд Датун был преобразован в район городского подчинения Юньчжоу, часть территории района Наньцзяо была передана району Синьжун; районы Чэнцюй, Куанцюй и Наньцзяо были расформированы, а на их территории были образованы районы Пинчэн и Юньган.

## Административно-территориальное деление
Городской округ Датун делится на 4 района, 6 уездов:
| Карта                                                                           | Карта  | Карта     | Карта     | Карта          | Карта                  | Карта         | Карта                      |
| ------------------------------------------------------------------------------- | ------ | --------- | --------- | -------------- | ---------------------- | ------------- | -------------------------- |
| ① Пинчэн ① Юньган Синьжун Юньчжоу Янгао Тяньчжэнь Гуанлин Линцю Хуньюань Цзоюнь |        |           |           |                |                        |               |                            |
| #                                                                               | Статус | Название  | Иероглифы | Пиньинь        | Население (2003 прим.) | Площадь (км²) | Плотность населения (/км²) |
| 1                                                                               | Район  | Пинчэн    | 平城区    | Píngchéng qū   |                        |               |                            |
| 2                                                                               | Район  | Юньган    | 云冈区    | Yúngāng qū     |                        |               |                            |
| 3                                                                               | Район  | Юньчжоу   | 云州区    | Yúnzhōu qū     | 170 000                | 1501          | 113                        |
| 4                                                                               | Район  | Синьжун   | 新荣区    | Xīnróng qū     |                        |               |                            |
| 5                                                                               | Уезд   | Янгао     | 阳高县    | Yánggāo xiàn   | 290 000                | 1678          | 173                        |
| 6                                                                               | Уезд   | Тяньчжэнь | 天镇县    | Tiānzhèn xiàn  | 210 000                | 1635          | 128                        |
| 7                                                                               | Уезд   | Гуанлин   | 广灵县    | Guǎnglíng xiàn | 180 000                | 1283          | 140                        |
| 8                                                                               | Уезд   | Линцю     | 灵丘县    | Língqiū xiàn   | 230 000                | 2720          | 85                         |
| 9                                                                               | Уезд   | Хуньюань  | 浑源县    | Húnyuán xiàn   | 350 000                | 1965          | 178                        |
| 10                                                                              | Уезд   | Цзоюнь    | 左云县    | Zuǒyún xiàn    | 140 000                | 1314          | 107                        |

## Экономика
Основные отрасли экономики — добыча угля, химическая промышленность, тепловая и солнечная энергетика.